# Вишняков, Александр Степанович
Алекса́ндр Степа́нович Вишняко́в (1914, Малды-Питикасы, Казанская губерния — 1 мая 2004, Москва) — советский и российский философ, журналист, доктор философских наук (1972), профессор (1974), член-корреспондент Академии педагогических наук СССР (1978).

## Биография
В 1929 году окончил Канашский педагогический техникум. В 1929—1935 годы работал учителем, директором Атыковской начальной школы (Канашский район), заведовал отделом народного образования в Шихазанском районе. С 1935 года — сотрудник республиканской газеты «Красная Чувашия», в 1936—1941 годы — редактор ТАСС при Совнаркоме СССР. В 1939—1948 годы — ответственный редактор «Красной Чувашии».
В 1940 году окончил Ленинградский институт журналистики, в 1945 — Высшую партийную школу при ЦК КПСС.
В 1946—1948 годы — секретарь Чувашского обкома ВКП(б). В 1951 году окончил Академию общественных наук при ЦК КПСС. В 1951—1956 годы работал в газете «Правда»: консультантом, заместителем редактора. С 1956 года работал в редакции журнала ЦК КПСС «Политическое самообразование»: член редколлегии, редактор отдела, заместитель главного редактора, в 1961—1986 — главный редактор.

## Научная деятельность
В 1972 году защитил докторскую диссертацию («Исторический материализм и политика КПСС»; официальные оппоненты М. Я. Ковальзон, И. Ф. Петров и Ц. А. Степанян).
Подготовил 5 докторов и 10 кандидатов наук. Автор 150 научных трудов по проблемам философии, политики, морали.

## Основные работы
- Исторический материализм и политика КПСС. М., 1971;
- Политика КПСС: методологические проблемы и практика. М., 1980;
- С любовью о школе: педагогические мемуары. — М.: Изд-во ИКАР, 1999;
- Диалектическая взаимосвязь социальной педагогики и социальной политики как предмет научного исследования. М.: Изд-во АССОПиР, 2000.

## Награды
- орден Октябрьской Революции (09.09.1971)
- четыре ордена Трудового Красного Знамени (04.05.1962; 18.07.1964; 01.07.1974; 29.06.1984)
- орден Дружбы народов (02.06.1981)
- медали
- Занесён в Почётную Книгу Трудовой Славы и Героизма Чувашской АССР (1984)[3]